# Noah Hanifin
Noah Hanifin (* 25. Januar 1997 in Boston, Massachusetts) ist ein US-amerikanischer Eishockeyspieler, der seit März 2024 bei den Vegas Golden Knights unter Vertrag steht. Zuvor verbrachte der Verteidiger drei Jahre in der Organisation der Carolina Hurricanes, die ihn im NHL Entry Draft 2015 an fünfter Position ausgewählt hatten, und spielte fast sechs Jahre für die Calgary Flames.

## Karriere

### Jugend
Noah Hanifin wurde in Boston geboren und wuchs in dessen Vorort Norwood mit zwei jüngeren Geschwistern auf. In seiner Jugend spielte er für die South Shore Kings in Foxborough, wobei er zu Beginn seiner Eishockeykarriere als Angreifer eingesetzt wurde, ehe er in die Verteidigung wechselte. Später besuchte er die St. Sebastian’s School in Needham, wobei er sich bereits als 13-jähriger Achtklässler im Team der Schule etabliert hatte und somit gegen bis zu fünf Jahre ältere Gegenspieler auflief. Nach drei Jahren in der High-School-Liga, in der Hanifin 74 Scorerpunkte in 83 Spielen erzielte, wechselte der Verteidiger ins USA Hockey National Team Development Program (NTDP), die zentrale Talenteschmiede des Eishockeyverbandes der Vereinigten Staaten.
Im Rahmen des NTDP absolvierte Hanifin während der Saison 2013/14 31 Spiele in der United States Hockey League, der höchsten Junioren-Liga der USA. Da das Team gleichzeitig als Nachwuchs-Nationalmannschaft fungiert, nahm der Verteidiger an der World U-17 Hockey Challenge 2014 sowie an der U18-Weltmeisterschaft 2014 teil und gewann bei beiden Turnieren die Goldmedaille. Im Herbst 2014 verließ er das NTDP, um ein Studium am Boston College zu beginnen, wo er parallel für die Eagles in der Hockey East im Verbund der NCAA spielt. Als Freshman erzielte der Amerikaner 23 Scorerpunkte in 37 Spielen und wurde nach der Saison ins All-Rookie Team sowie ins Second All-Star Team der Hockey East berufen.
Mit seinen Leistungen galt er als eines der vielversprechendsten Talente für den NHL Entry Draft 2015 und war der von allen Scouting-Services am höchsten eingeschätzte Abwehrspieler, so sahen ihn die Central Scouting Services an Position 3 der nordamerikanischen Feldspieler und die International Scouting Services an vierter Gesamtposition. Im eigentlich Draft wählten ihn die Carolina Hurricanes an 5. Position aus und statteten ihn wenig später mit einem auf drei Jahre befristeten Einstiegsvertrag aus.

### NHL
Während der folgenden Saisonvorbereitung erspielte sich Hanifin direkt einen Stammplatz im Team und gehörte somit seit Beginn der Saison 2015/16 zum NHL-Aufgebot der Hurricanes. Nach seiner ersten NHL-Saison nahm er mit der Nationalmannschaft der USA zudem an der Weltmeisterschaft 2016 teil, bei der er mit dem Team den vierten Platz belegte. Während der Saison 2017/18 vertrat er die Hurricanes erstmals beim NHL All-Star Game. Im Juni 2018 wurde Hanifin allerdings samt Elias Lindholm an die Calgary Flames abgegeben, die dafür Dougie Hamilton, Micheal Ferland und Adam Fox nach Carolina schickten. Ende August 2018 unterzeichnete er einen neuen Sechsjahresvertrag in Calgary, der ihm ein durchschnittliches Jahresgehalt von 4,95 Millionen US-Dollar einbringen soll.
Kurz vor Ablauf dessen wurde Hanifin im März 2024, kurz vor der Trade Deadline, nach fast sechs Jahren in Calgary an die Vegas Golden Knights abgegeben. Die Flames erhielten im Gegenzug Daniil Miromanow, ein konditionales Erstrunden- sowie ein konditionales Drittrunden-Wahlrecht jeweils für den NHL Entry Draft 2025, während sie weiterhin die Hälfte von Hanifins Gehalt übernahmen. Das Erstrunden-Wahlrecht ist dabei „Top 10 Protected“, verschiebt sich als um ein Jahr nach hinten, falls es unter die ersten zehn Positionen fallen sollte, während aus dem Drittrunden-Wahlrecht eines für die zweite Runde werden soll, falls Vegas mindestens eine Runde der Stanley-Cup-Playoffs 2024 gewinnen sollte. Um weiteres Gehalt gegenüber dem Salary Cap einzusparen, waren zudem die Philadelphia Flyers an dem Transfer beteiligt, die weitere 50 % (effektiv als 25 %) seines Salärs übernahmen und dafür ein Fünftrunden-Wahlrecht im NHL Entry Draft 2025 erhielten. Darüber hinaus wechselten dabei die Rechte an Michail Worobjow von Philadelphia zu den Golden Knights.

## Erfolge und Auszeichnungen
- 2015 Hockey East All-Rookie Team
- 2015 Hockey East Second All-Star Team
- 2018 Teilnahme am NHL All-Star Game

### International
- 2014 Goldmedaille bei der World U-17 Hockey Challenge
- 2014 Goldmedaille bei der U18-Weltmeisterschaft

## Karrierestatistik
Stand: Ende der Saison 2024/25

### International
Vertrat die USA bei:
| - World U-17 Hockey Challenge 2014 - U18-Junioren-Weltmeisterschaft 2014 - U20-Junioren-Weltmeisterschaft 2015 - Weltmeisterschaft 2016 | - Weltmeisterschaft 2017 - Weltmeisterschaft 2019 - 4 Nations Face-Off 2025 |

(Legende zur Spielerstatistik: Sp oder GP = absolvierte Spiele; T oder G = erzielte Tore; V oder A = erzielte Assists; Pkt oder Pts = erzielte Scorerpunkte; SM oder PIM = erhaltene Strafminuten; +/− = Plus/Minus-Bilanz; PP = erzielte Überzahltore; SH = erzielte Unterzahltore; GW = erzielte Siegtore; 1 Play-downs/Relegation; Kursiv: Statistik nicht vollständig)